# Antonine Maillet
Antonine Maillet (Bouctouche, 10 maggio 1929 – Montréal, 17 febbraio 2025) è stata una scrittrice canadese.
È una romanziera e drammaturga acadiana. Le sue opere più note sono la novella La Sagouine e il romanzo Pélagie-la-Charrette.

## Biografia

### Infanzia e studi

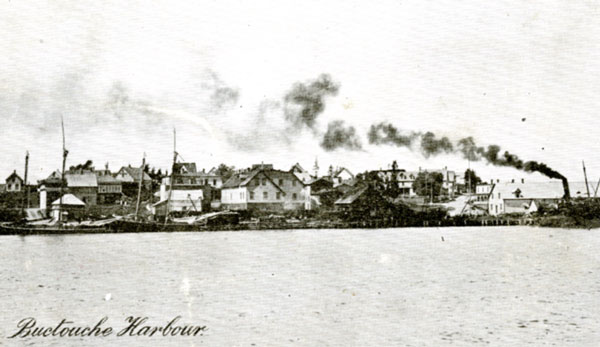
Bouctouche verso il 1930.

Antonine Maillet nacque il 10 maggio 1929 a Bouctouche, nel Nuovo Brunswick. Ella ha cinque sorelle e tre fratelli ed è una delle più giovani figlie della famiglia. I suoi genitori sono istitutori ma suo padre abbandonò questo impiego per diventare gestore dei magazzini generali Irving della città, un periodo rammentato nel monologo Nouël di La Sagouine. Sua madre è una Cormier, ed è una Mme Cormier che è la narratrice del suo primo romanzo, Pointe-aux-Coques. Ella sostiene che il nome Maillet è una deformazione di "martello" e fa dunque risalire i suoi antenati a Carlo Martello, padre di Pipino il Breve e nonno di Carlomagno. Il suo primo antenato in Acadia è Jacques Maillet, l'unico originario di Parigi.
Ella frequenta la scuola di Bouctouche, dal 1935 al 1944. Molto giovane, scopre nel suo comune la separazione della «gente bene, ricchi e potenti» e dei «provati, poveri e spesso isolati», che diventerà un tema importante dei suoi romanzi. I suoi genitori, dei patrioti, le inculcano l'acadianità e la cultura francese.
Entra, nel 1944, al Collège Notre-Dame d'Acadie di Memramcook. Ella è editrice del giornale studentesco Bleuettes. Il collège si sposta a Moncton nel 1949. È là che ottiene il suo baccalaureato nel 1950 o 1952, secondo le fonti.

### Breve vocazione religiosa e primi testi
Dopo il suo baccalaureato, entra nella Congregazione di Notre-Dame du Sacré-Cœur e prende il nome di suor Marie-Grégoire. Diviene subito istitutrice a Richibouctou-Village, nel Cap-de-Richibouctou. Insegna poi lettere al Collegio di Notre-Dame d'Acadie dal 1954 al 1960. Nel frattempo ottiene un diploma di Master of Arts nella medesima università nel 1959.
È per gli studenti del suo college che scrive le sue prime opere teatrali, Entracte nel 1957 e Poire-Acre nel 1958. È d'altronde in una collezione per giovani che viene pubblicato nel 1958 il suo primo romanzo, Pointe-aux-Coques.. Questo romanzo tratta dell'anno che lei ha passato a Richibouctou-Village ed è narrato da una Mme Cormier, che è in effetti il nome di sua madre. È la prima volta che lei utilizza il francese acadiano in un testo.
Riceve il premio del Festival nazionale di arti drammatiche per la sua pièce Poire-Acre nel 1958. Ottiene poi il premio del Consiglio delle arti del Canada della miglior pièce canadese nel 1960 per Les Jeux des enfants sont faits, presentata a Vancouver. Nello stesso anno, le viene conferito il premio Champlain per Pointe-aux-Coques. Antonine Maillet lascia la congregazione poco tempo dopo.

### Ritorno agli studi e insegnamento
S'iscrive nel 1961 all'Università di Montréal, ove ottiene una licenza in lettere un anno dopo. Redige poi una memoria di laurea su Gabrielle Roy dal 1962 al 1963. Ottiene quindi una borsa dal Consiglio delle Arti del Canada per andare a studiare a Parigi, dove inizia le sue ricerche su François Rabelais. Intraprende anche un viaggio nel Vicino Oriente e in Africa.
Antonine insegna all'Università di Moncton dal 1964 al 1967. Da giugno ad agosto 1966, effettua delle ricerche sul folklore acadiano in vista della sua tesi di dottorato. Insegna al Collegio dei Gesuiti del Québec dal 1968 al 1969. Nel frattempo, compie delle ricerche sotto la supervisione di Luc Lacourcière e ottiene un dottorato in lettere dell'Università Laval nel 1969 o 1970, secondo le fonti. La sua tesi, Rabelais et les traditions populaires en Acadie, viene pubblicata nel 1971. Studia a Parigi dal 1969 al 1970. Ne approfitta per scrivere dei racconti e le prime versioni de La Sagouine. Ritorna a Montréal ma riparte subito per insegnare la creazione letteraria e la letteratura orale all'Università Laval. Diviene professoressa all'Università di Montréal nel 1974. Insegna anche all'Università della California a Berkeley e all'Università dello Stato di New York ad Albany. A seguito del successo importante de La Sagouine, lascia l'insegnamento nel 1975 per consacrarsi interamente alla scrittura. Lavora in seguito per Radio-Canada a Moncton, in qualità di scenarista e animatrice.

### Ciclo di Radi
In On a mangé la dune (1962), l'autrice introduce un primo personaggio ricorrente, Radi. Radi è infatti la bambina che è stata Radegonda, un nome che si attribuisce Antonine nei romanzi ispirati dalla sua vita e dal suo ambiente. Radi riappare in Le Chemin Saint-Jacques (1996) e Chronique d'une sorcière de vent (1999).

### Ciclo dell'Île-aux-Puces

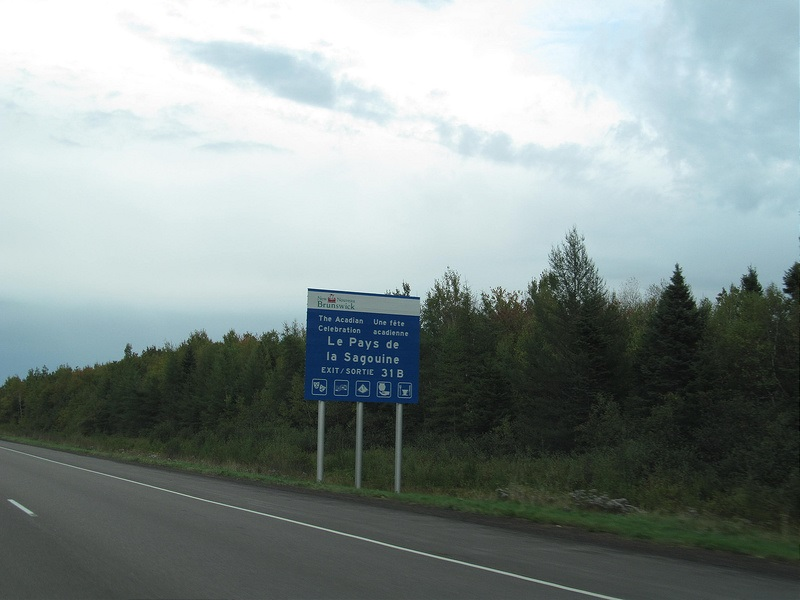
I paesi de La Sagouine a Bouctouche in Acadia.

Ella scrive Les Crasseux nel 1966 ma la pièce non viene pubblicata che nel 1968. In un testo che non comporta molto francese acadiano, introduce La Sagouine, Don l'Orignal, Michel-Archange, Noume, Citrouille, La Sainte e La Cruche.
Ella legge dei testi de La Sagouine alla ICI Radio-Canada Première nel 1970. Fa la sua prima lettura pubblica di questo testo nel 1971 al Centre d'Essai degli autori drammatici di Montréal. La Sagouine viene pubblicata lo stesso anno presso Leméac: tutte le copie sono vendute in cinque mesi. La pièce viene messa in scena da Eugène Gallant e prodotta dalla troupe Les Feux chalins de Moncton nel 1971. L'interpretazione di Viola Léger contribuisce al successo della pièce. Nel 1972, la pièce è in tournée in numerose città tra le quali Saskatoon e Montréal. È la presentazione al Théâtre du Rideau Vert di questa città che dà verosimilmente la sua popolarità ad Antonine Maillet. La Sagouine fa parte del ciclo di l'Île-aux-Puces, che raggruppa molte delle sue opere successive.
Il romanzo Don l'Orignal, pubblicato nel 1972, le merita il Prix du Gouverneur général. Ella introduce finalmente il personaggio di Mariaagélas nella raccolta di racconti e di ricordi Par derrière chez mon père (1972). Ottiene un dottorato onorifico dall'Università di Moncton nello stesso anno.
La Sagouine viene prodotta a Monaco, Montréal e Moncton nel 1973.
Mariaagélas (1973) merita il Grand prix de la Ville de Montréal alla sua autrice come il prix des Volcans e il prix France-Canada en 1975. Esso è in effetti considerato come uno dei suoi più bei testi in prosa, abbondante di passi poetici e umoristici ma costituenti anche una critica sociale.
Il ciclo de l'Île-aux-Puces prosegue nel 1973 con Gapi et Sullivan, nel 1977 con La Veuve enragée e nel 1981 con La Contrebandière.
Il successo di Antonine Maillet non piace a tutti, Victor-Lévy Beaulieu vi scorge una «Acadia arrivista», mostrandosi con «tracotanza», parlando di «questa parte nulla de l'enpremier» e raccogliendo «bavosamente tutti i marmi [della letteratura]».
L'incipit del complesso ricreo-turistico del Pays de la Sagouine nel 1992 a Bouctouche dà vita ai personaggi del ciclo de l'Île-aux-Puces. Due serie televisive vengono anche realizzate su La Sagouine.

### Altre opere
Il suo romanzo della «natività acadiana», Emmanuel à Joseph à Dâvit, le vale il premio France-Acadie nel 1975. Nel 1977, Les Cordes-de-bois, il suo primo lungo testo di fiction, è nella nomination per il Premio Goncourt e ottiene il voto di quattro giurati. Il voto per il Premio Goncourt aveva in effetti dato luogo a una parità con il romanzo John l'Enfer di Didier Decoin. La giuria avrebbe allora affermato che il premio non può essere assegnato «a un'opera scritta nella lingua di prima di Malherbe», ciò che fu criticato dalla stampa.
Nel 1976, viene nominata ufficiale dell'Ordine del Canada ed è stata promossa Compagnon nel 1981. Mme Maillet ha ricevuto dalla Real Società del Canada la Medaglia Lorne Pierce nel 1980. Nel 1985, è stata nominata Ufficiale dell'Ordine delle arti e delle lettere di Francia e nel 2005, è stata nominata nell'Ordine del Nuvo-Brunswick. È membro del Consiglio privato della Regina per il Canada.
Nel 1979, la sua opera Pélagie-la-Charrette ha ottenuto il Premio Goncourt, che le ha dato la distinzione d'essere, con Atiq Rahimi, la sola personalità non europea alla quale è stato conferito questo premio. Lo stesso anno, la citytà di Outremont, dove abita Mme Maillet, ha rinominato la rue Wilder, dove ella abita, in avenue Antonine-Maillet, al fine di onorare il nuovo insignito del Premio Goncourt. Il suo romanzo apre la via a una scrittura più complessa, basata più sulla narrazione che sull'intrigo e costruita attorno alla relazione tra i personaggi e l'autore.
Ella è l'autrice di numerosi romanzi e pièce di teatro molto popolari. Il suo romanzo Pélagie-la-Charrette evoca la grande deportazione degli acadiani del 1755 a opera dei britannici. Sono la storia e il folclore dell'Acadia che la ispirano.

## Scritti

### Etnologia
Antonine Maillet utilizza il francese standard o il vecchio francese acadiano nelle sue opere, il tutto in una ricerca costante dell'oralità. Victor-Lévy Beaulieu prende in giro l'uso del francese acadiano da parte di Antonine Maillet, ciò che Ben-Z. Shek denuncia come un tentativo d'imporre il suo punto di vista di ciò che è un romanzo all'insieme degli autori.
Il « pays » delimitato da un triangolo situato tra Rogersville, Saint-Norbert e Bouctouche figura sotto differenti nomi nei suoi romanzi ed è quello che è evocato quando i personaggi sono costretti a vivere altrove, come in Évangéline Deusse (1975).
Pointe-aux-Coques introduce un aspetto etnologico e ciò in modo integrato nell'universo immaginario, secondo Ben-Z. Shek, che denuncia anche ciò per l'insieme delle sue opere.

### Critica sociale
Benché lei non sia né povera, come la Sagouine, né una storica o una sociologa, Antonine Maillet prende chiaramente partito per i poveri, e si dice attratta da quella gente, in tutto il mondo. Ella descrive questa scelta come fosse allo stesso tempo «umana ed estetica». Descritta da Ben-Z. Shek come una neo-nazionalista, ella si sente coinvolta dal «dominio economico» e « dall'oppressione nazionale» ma anche dalla diversificazione sociale in seno all'Acadia. Il suo romanzo Pointe-aux-Coques (1958) fa già menzione, sia pure in maniera rudimentale, di questo partito preso. Ella vi descrive « l'esercito » di disoccupati della Grande depressione, e il bisogno per i pescatori di organizzarsi. Les Crasseux (1966) introduce la divisione fisica, sociale e culturale tra le «genti in alto» e le «genti in basso», che compare in molti dei suoi libri. La Sagouine combina abilmente la critica sociale e una forma estetica appropriata, facendone una delle opere più rimarchevoli della letteratura canadese francofona del dopo-guerra. Secondo Simone Leblanc-Rainville, la sua pubblicazione è essa stessa un avvenimento d'una grande portata sociale poiché ella lascia «i più sfavoriti parlare per tutti», causando uno choc presso l'élite, poiché «la miseria è un rimprovero alla sua buona coscienza». Bruno Drolet parla ugualmente d'ingiustizie sociali «senza dubbio reali». La Sagouine causa anche un dibattito sulla rassegnazione e il fatalismo del personaggio, il suo tratto «il più tipicamente acadiano» secondo Simone Leblanc-Rainville, poiché lei annuncia la «rivolta contenuta» d'un «popolo dileggiato», che solo gente «naïfs» non possono vedere.

### Influenze
Uno dei grandi influenzatori di Antonine Maillet è François Rabelais, che è non solo l'oggetto della sua tesi di dottorato, ma la cui opera è integrata nella pièce Panurge, ami de Pantagruel nel 1983. L'opera antoniniana raggiunge la rabelaisiana per la sua verve, i suoi giochi di parole e il suo senso della formula. L'autrice afferma che i suoi idoli sono William Faulkner, Marcel Proust e Gabriel García Márquez.

## Premio letterario Antonine-Maillet-Acadie Vie
Il Premio letterario Antonine-Maillet-Acadie Vie è un'impresa volta a promuovere la letteratura acadiana e a riconoscere Acadiani e Acadiane che, per la qualità del loro lavoro nell'ambito letterario, contribuiscono alla diffusione dell'Acadia nel mondo.
Con questo premio, la compagnia d'assicurazioni Acadie Vie, affiliata al Movimento delle casse popolari acadiane, rende omaggio a sua volta alla prima grande scrittrice Acadiana, ma anche ai creatori letterari acadiani. Valutate da una giuria, le opere letterarie ritenute sono ricompensate al momento dell'apertura del Festival acadiano della poesia.

## Nella cultura
L'«opera immensa» di Antonine Maillet è citata nella raccolta di poesie La Terre tressée, di Claude Le Bouthillier.

## Riconoscimenti
- 1960: Prix de littérature de jeunesse du Conseil des Arts du Canada
- 1961: Prix Champlain (francofonia nordamericana fuori dal Québec)
- 1972: Prix du Gouverneur général
- 1973 : Grand Prix du livre de Montréal
- 1975 : Prix Québec-Paris, Mariaagélas
- 1975 : Prix des Volcans (France)
- 1976 : Prix littéraire de La Presse (Québec)
- 1976 : Officier de l'Ordre du Canada
- 1976 : Compagnon de l'Ordre du Canada
- 1978 : Prix des Quatre Jurys (Canada)
- 1979 : Prix Goncourt (France)
- 1980 : Officier de l'ordre des Palmes académiques (France)
- 1980 : Medaglia Lorne Pierce (Canada)
- 1981 : Médaille Gloire de l'Escolle (Québec)
- 1981 : Chevalier de l'ordre de la Pléiade (Assemblea parlamentare della Francofonia)
- 1984 : Ordre des francophones d'Amérique
- 1985 : Officier de l'ordre des Arts et des Lettres (France)
- 1990 : Officier de l'Ordre national du Québec
- 1991 : Grands Montréalais
- 1997 : Commandeur de l'ordre national du Mérite (France)
- 2003 : Officier de l'ordre national de la Légion d'honneur (France)
- 2003 : Commandeur de l'ordre de Saint-Charles (Monaco)
- 2010 : Prix hommage 2010, Soirée des prix Éloizes (Acadie)
- 2011 : Officier de l'ordre de la Pléiade (Assemblée parlementaire de la Francophonie)
- 2020 : Citoyens et citoyennes d'honneur de la Ville de Montréal (Québec)
- 2020 : Prix Acadie-Québec 2020 Gouvernement du Québec et la Société nationale de l'Acadie (Canada)
- 2021 : Comendatore della Legion d'onore (France)[12][13]

## Affiliazioni
- Membro dell'Académie des lettres du Québec
- Membro dell'Association des écrivains de langue française
- Membro della Société des auteurs et compositeurs dramatiques de France
- Membro della Société des gens de lettres de France
- Membro dell'Académie des lettres du Québec
- Membro del consiglio letterario della Fondazione Principe Pierre di Monaco
- Membro de l'Union des écrivaines et des écrivains québécois
- Membro dell'Haut Conseil de la francophonie
- Chancelier dell'Université de Moncton (1989-2000)
- Membro della Société royale du Canada

## Opere scelte
- 1958 : Pointe-aux-Coques
- 1962 : On a mangé la dune
- 1968 : Les Crasseux
- 1971 : La Sagouine
- 1971 : Rabelais et les traditions populaires en Acadie
- 1972 : Don l'Orignal
- 1972 : Par derrière chez mon père
- 1973 : Gapi et Sullivan
- 1973 : L'Acadie pour quasiment rien
- 1973 : Mariaagélas
- 1975 : Évangeline Deusse
- 1976 : Gapi
- 1977 : La veuve enragée
- 1977 : Les Cordes-de-bois
- 1978 : Le Bourgeois gentleman
- 1979 : Pélagie-la-Charrette
- 1981 : Cent ans dans les bois
- 1981 : Christophe Cartier de la Noisette dit Nounours, conte jeunesse illustré par Hans Traxler, coéditions Hachette - Lemeac
- 1981 : La contrebandière
- 1981 : Les drolatiques, horrifiques et épouvantables aventures de Panurge, ami de Pantagruel
- 1982 : La Gribouille
- 1984 : Crache à pic
- 1986 : Garrochés en paradis
- 1986 : Le Huitième Jour
- 1987 : Margot la folle
- 1990 : L'oursiade
- 1991 : William S.
- 1992 : Les confessions de Jeanne de Valois
- 1993 : La nuit des rois
- 1995 : La Fontaine ou la Comédie des Animaux
- 1996 : Le Chemin Saint-Jacques
- 1996 : L'Île-aux-Puces
- 1999 : Chronique d'une sorcière de vent
- 2002 : Madame Perfecta
- 2003 : Le Temps me dure
- 2006 : Pierre Bleu
- 2009 : Le Mystérieux voyage de Rien
- 2010 : Fais confiance à la mer, elle te portera